# 君島秀三
君島 秀三（きみじま しゅうぞう、1980年9月9日 - ）は、滋賀県出身の競艇選手。登録番号4137。身長166cm。血液型O型。89期。同期に江夏満などがいる。級はA1級。

## 来歴
- 2001年11月、びわこ競艇場の一般競争でデビュー（6号艇6コース・2着）。
- 2002年4月2日、尼崎競艇場のJLC杯争奪戦で水神祭を飾る（6号艇5コース・決まり手はまくり）。
- 2003年4月、三国競艇場の一般競争で初優出（6号艇6コース・3着）。
- 2004年4月、浜名湖競艇場のスワッキーアタックで完全優勝で初優勝を飾る（1号艇・決まり手は逃げ）[1]。
- 2005年1月、宮島競艇場で行われたG1第19回新鋭王座決定戦でG1初出場。初日3RにG1初勝利を飾る（3号艇・決まり手はまくり差し）。
- 2015年2月、びわこ競艇場で行われた第58回近畿地区選手権でG1初優出（5号艇・6着）。

## 人物・エピソード
- 師匠は中西宏文。山本光雄が兄弟子[2]。